# Fudbalski savez Crne Gore
Fudbalski savez Crne Gore (Abkürzung: FSCG, deutsch: Fußballverband von Montenegro) ist die Bezeichnung für den Fußballverband des südosteuropäischen Staates Montenegro.

## Geschichte
Der Verband wurde am 8. März 1931 in Cetinje als Cetinjski nogometni podsavez (deutsch: Cetinjer Fußball-Unterverband) gegründet. Er war damit die regionale Unterorganisation des jugoslawischen Fußballverbandes. Nach dem Zweiten Weltkrieg formierte sich der Verband am 5. August 1945 unter seinem heutigen Namen neu. Er war weiter Teilverband des jugoslawischen Fußballverbandes, der sich im Jahr 2003 entsprechend der neuen Bezeichnung des Staatenbundes Serbien und Montenegro in Fudbalski savez Srbije i Crne Gore (deutsch: Fußballverband von Serbien und Montenegro) umbenannte. Mit der Erlangung der vollständigen staatlichen Unabhängigkeit Montenegros im Juni 2006 gründete sich der FSCG am 28. Juni 2006 als eigenständige Fußballorganisation des Landes. Am 27. Januar 2007 wurde er in die UEFA aufgenommen, die Aufnahme in die FIFA erfolgte am 31. Mai 2007 beim Kongress des Weltverbandes in Zürich.
Präsident des Fußballverbandes ist derzeit der ehemalige Weltklassefußballer Dejan Savićević.

## Organisation
Vom FSCG werden organisiert:
- die Länderspiele der Montenegrinischen Nationalmannschaft einschließlich jener der Jugendnationalmannschaften
- die Länderspiele der Montenegrinischen Nationalmannschaft der Frauen
- die Durchführung der montenegrinischen Fußballmeisterschaft, die in zwei Ligen mit je zwölf Mannschaften gespielt wird sowie
- der Fußball-Pokalwettbewerb.

## UEFA-Fünfjahreswertung
Platzierung in der UEFA-Fünfjahreswertung:
(in Klammern die Vorjahresplatzierung). Die Kürzel CL, EL und CO hinter den Länderkoeffizienten geben die Anzahl der Vertreter in der Saison 2026/27 der Champions League, der Europa League sowie der Conference League an.
- 45.  (48)  Estland (Liga, Pokal) – Koeffizient: 7.957 – CL: 1, EL: 0, CO: 3
- 46.  (47)  Albanien (Liga, Pokal) – Koeffizient: 7.875 – CL: 1, EL: 0, CO: 3
- 47.  (53)  Montenegro (Liga, Pokal) – Koeffizient: 7.208 – CL: 1, EL: 0, CO: 3
- 48.  (43)  Luxemburg (Liga, Pokal) – Koeffizient: 6.875 – CL: 1, EL: 0, CO: 3
- 49.  (52)  Wales (Liga, Pokal) – Koeffizient: 6.791 – CL: 1, EL: 0, CO: 3

Stand: Ende der Europapokalsaison 2024/25